# Seeadler (Schiff, 1893)
Die Seeadler war ein Ungeschützter Kreuzer IV. Klasse der Kaiserlichen Marine, das dritte von sechs Schiffen der zwischen 1890 und 1894 gebauten Bussard-Klasse. Schwesterschiffe waren Bussard, Falke, Condor, Cormoran und Geier.

## DieBussard-Klasse
Die Bussard-Klasse war konzipiert für den Einsatz in den deutschen Kolonien. Die Kreuzer hatten eine besonders große Bunkerkapazität, um genügend Kohle für lange Einsätze mitführen zu können, und waren mit einer Segeltakelage ausgestattet, um auf langen Reisen Brennstoff zu sparen. Sie waren sehr seetüchtig, aber ihre seitlich montierten Geschütze zwangen sie bei hohem Seegang zur Fahrtdrosselung.
Die Schiffe waren 76 m lang und 10 m breit und hatten 4,8 m Tiefgang. Die beiden ersten, Bussard und Falke, verdrängten 1.570 Tonnen, die anderen vier 1.630 Tonnen. Sie waren mit acht 10,5-cm-Geschützen und fünf 3,7-cm-Revolverkanonen bewaffnet und liefen 15 Knoten. Die Sollstärke der Besatzung betrug 165 Mann.

## Geschichte

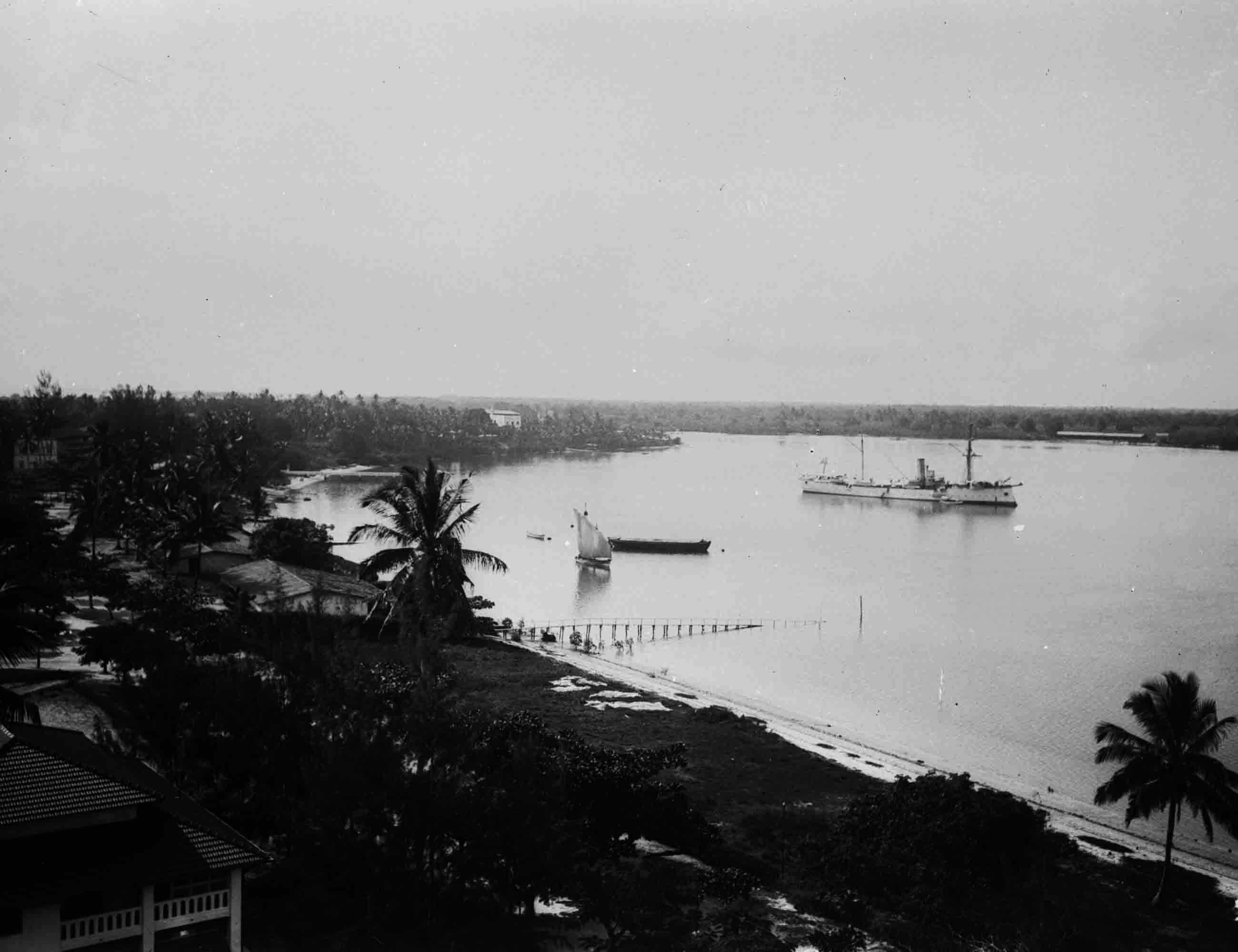
Die Seeadler im Hafen von Daressalam, Deutsch-Ostafrika

Die Seeadler lief am 2. Februar 1892 bei der Kaiserlichen Werft in Danzig als Kaiseradler vom Stapel, wurde aber schon am 27. Juni 1892 in Seeadler umbenannt, da nach dem Stapellauf der Hohenzollern die alte kaiserliche Jacht den Namen Kaiseradler erhielt.
Nach Indienststellung am 15. März 1893 wurde das Schiff zusammen mit der ebenfalls neuen Kreuzerkorvette Kaiserin Augusta nach New York zum Columbian Naval Review anlässlich der 400-Jahr-Feier der Entdeckung Amerikas geschickt. Die schnelle Kaiserin Augusta traf die Seeadler kurz vor Halifax und musste sie wegen Kohlemangels in Schlepp nehmen, da die Seeadler unter Segel zu spät angekommen wäre. Beide Schiffe liefen am 26. April in die Hampton Roads ein und dann weiter nach New York.

### Erste Auslandsdienstzeit 1893–1898
Nach Ende der Feierlichkeiten wurde die Seeadler am 13. Mai zur Ablösung des seit dort 1888 stationierten Kreuzers Schwalbe auf die Ostafrikastation entsandt. Sie kam am 2. September 1893 in Sansibar an und versah dann bis Anfang Mai 1898 Stationsdienst in Ostafrika, mit einer kurzen Unterbrechung von April bis Mai 1896 in Deutsch-Südwestafrika. Im Oktober 1896 wurde Chalid ibn Barghasch, der ehemalige Sultan von Sansibar, der nach dem 38-minütigen Britisch-Sansibarischen Krieg im deutschen Konsulat Asyl vor den Briten suchte, an Bord der Seeadler von dort entfernt; dies wurde von der New York Times als ein Affront gegen England bezeichnet. Am 26. Juni 1898 kehrte das Schiff nach Kiel zurück.

### Zweite Einsatzperiode 1899–1914

Standort der Seeadler im Mai 1901 (links auf dem Jangtse)

Das Schiff wurde im Juli 1898 außer Dienst gestellt und danach in Danzig grundüberholt. Nach neuerlicher Indienststellung am 3. Oktober 1899 wurde die Seeadler zwei Wochen später in die Südsee beordert, wo sie vom 15. November 1899 bis zum Juli 1900 in den pazifischen Inselgebieten zum Einsatz kam. Ab August 1900 wurde sie dann wegen des Boxeraufstandes ein Teil des Ostasiatischen Kreuzergeschwaders. Sie diente in China an verschiedenen Küstenorten, besuchte aber auch Japan, Korea, die Philippinen und Indonesien. Im Juni 1905 wurde sie wieder für den Stationsdienst in der Südsee freigeben. Aber gerade im Stationsgebiet angekommen, erhielt sie in Ponape neue Befehle.
Anlässlich des im Juli 1905 ausgebrochenen Maji-Maji-Aufstandes wurde der Kreuzer am 20. August 1905 zusammen mit dem Kleinen Kreuzer Thetis zur Ostafrikanischen Station nach Daressalam detachiert. Die Seeadler traf am 1. Oktober 1905 in Daressalam ein, als der Höhepunkt der Krise bereits überschritten war. Anschließend versah das Schiff bis zum 9. Januar 1914 dort und von März bis April 1908 auch in Deutsch-Südwestafrika Stationsdienst.
Im März 1914 wieder in Deutschland angekommen wurde das Schiff außer Dienst gestellt und im Mai zum Kanonenboot umklassifiziert. Auf Grund seines Alters wurde es nach Beginn des Ersten Weltkriegs nicht mehr reaktiviert, sondern in Wilhelmshaven als Lagerhulk für Seeminen verwendet. Dort sank es nach einer Explosion an Bord am 19. April 1917 auf der Jade (Position: 53° 29′ N, 8° 12′ O). Dabei kamen 19 Mann, die sich zu dem Zeitpunkt auf dem Schiff aufhielten, ums Leben.

## Nachwirkungen
Im Januar 1900 hatte die deutsche Kolonialverwaltung die Seeadler zu einer Strafexpedition auf die Admiralitätsinseln geschickt. Das Schiff lief in eine Bucht nördlich der Insel Manus, Papua-Neuguinea, ein. Dort wurde 1911 eine kleine deutsche Kolonialstation errichtet. Der Hafen wird bis heute Seeadler Harbor genannt. Die neuguineische Marine betreibt dort heute einen kleinen Stützpunkt. Eines ihrer Schiffe, ein Patrouillenboot der Pacific-Klasse, ist die Seeadler.

## Kommandanten
August 1892 bis November 1892
- Korvettenkapitän Robert Wachenhusen

15. März 1893 bis 9. Juli 1898
- Korvettenkapitän Leopold Koellner: von März 1893 bis März 1894
- Korvettenkapitän Erich von der Groeben: von März 1894 bis August 1895
- Korvettenkapitän Carl von Coerper: von August 1895 bis April 1897

- Korvettenkapitän/Korvettenkapitän mit Oberstleutnantdienstgrad Wilhelm Kindt: von April 1897 bis Juli 1898

3. Oktober 1899 bis 30. März 1914
- Korvettenkapitän Wilhelm Schack: von Oktober 1899 bis September 1901
- Korvettenkapitän Fritz Hoffmann: von September 1901 bis Oktober 1903

- Korvettenkapitän Lothar Persius: von Oktober 1903 bis Dezember 1904
- Korvettenkapitän Hans Puttfarken: von Dezember 1904 bis April 1906
- Korvettenkapitän Bernhard Müller: von April 1906 bis Oktober 1907

- Korvettenkapitän/Fregattenkapitän Hugo Meurer: von Oktober 1907 bis Juni 1909
- Korvettenkapitän Johann von Lessel: von Juni 1909 bis Juni 1911
- Korvettenkapitän Friedrich Graf von Oeynhausen: von Juni 1911 bis Juni 1912
- Korvettenkapitän Axel Walter: von Juni 1912 bis März 1914